# Falcon (сімейство ракет-носіїв)

Сімейство ракет Falcon. Наразі використовується Falcon 9 Block 5, яка є покращеним варіантом FT

Falcon (сімейство ракет-носіїв) (з англ. — «сокіл») — група двоступеневих ракет-носіїв, проєктуванням, виробництвом та запуском яких займається американська компанія SpaceX. Головною ідеєю компанії є зниження вартості польотів у космос шляхом багаторазового використання конструкційних елементів ракети. Наразі повторно використовується перший ступінь.
На даних ракетах встановлені рідинні ракетні двигуни, паливними елементами яких є гас RP-1 та рідкий кисень. Частіше корисним вантажем, що підіймають на орбіту ці ракети, є різноманітні супутники, але, згідно з контрактами, підписаними з NASA, за допомогою вантажного космічного корабля Dragon (а нині розробляється пілотована версія Dragon 2) здійснюється доставлення вантажів до МКС в рамках програми Commercial Resupply Services.
SpaceX проводить запуски своїх ракет із наступних космодромів:
- авіабаза Ванденберг, стартовий майданчик SLC-4E;
- Космічний центр імені Кеннеді, стартовий майданчик LC-39а;
- база ВПС США на мисі Канаверал, стартовий майданчик SLC-40,
- Стартовий комплекс SpaceX.

Посадка здійснюється або на посадковій зоні на землі, або на плавучу в океані платформу ASDS. Якщо повернення першого ступеня не планувалося, то, призначені для цього електроніка, решітчасті плавники та посадкові ноги, не встановлювалися.
Власник SpaceX Ілон Маск зізнався, що назвав свої ракети на честь космічного корабля Тисячолітній сокіл із саги Зоряні війни.
|                                      | Falcon 1                         | Falcon 1e                      | Falcon 9 v1.0                                                           | Falcon 9 v1.1   | Falcon 9 FT (Block 5)       | Falcon Heavy                                                                              | BFR              |
| ------------------------------------ | -------------------------------- | ------------------------------ | ----------------------------------------------------------------------- | --------------- | --------------------------- | ----------------------------------------------------------------------------------------- | ---------------- |
| Перший ступінь                       | 1 Merlin1А; з 2008 р. 1 Merlin1C | 1 Merlin 1C                    | 9 Merlin 1C                                                             | 9 Merlin 1D     | 9 Merlin 1D+                | 27 Merlin 1D+                                                                             | 31 Raptor        |
| Другий ступінь                       | 1 Kestrel                        | 1 Kestrel                      | 1 Merlin 1C Vacuum                                                      | 1 Merlin 1D Vac | 1 Merlin 1D+ Vac            | 1 Merlin 1D+ Vac                                                                          | 6 Raptor         |
| Висота, м                            | 21,3                             | 26,83                          | 54,9                                                                    | 69,2            | 70                          | 70                                                                                        | 118              |
| Діаметр, м                           | 1,7                              | 1,7                            | 3,6                                                                     | 3,6             | 3,7                         | 3,7 × 11,6                                                                                | 9                |
| Тяга 1 ст., кН                       | 318                              | 454                            | 4'900                                                                   | 5'885           | 7'607                       | 22'819                                                                                    | ~65'000          |
| Злітна маса, т                       | 27,2                             | 38,56                          | 333                                                                     | 506             | 549                         | 1'421                                                                                     | 5'000            |
| Діаметр обтікача, м                  | 1,5                              | 1,71                           | 3,6 або 5,2                                                             | 5,2             | 5,2                         | 5,2                                                                                       | 9                |
| Елементи багаторазового використання | −                                | −                              | −                                                                       | −               | ядро першого ступеня        | три ядра першого ступеня                                                                  | повна багатораз. |
| Маса вантажу на ННО, т               | 0,57                             | 1,01                           | 10,45                                                                   | 13,15           | 22,8                        | 63,8                                                                                      | 100-150          |
| Маса вантажу на ГПО, т               | −                                | −                              | 4,54                                                                    | 4,85            | 8,3                         | 26,7                                                                                      | —                |
| Історія цін, $млн.                   | 2006: 6,7 2007: 6,9 2008: 7,9    | 2007: 8,5 2008: 9,1 2010: 10,9 | 2005: 27 (3,6 м обтікач), 35 (5,2 м обтікач) наННО 2011: 54-59,5 на ГПО | 2013: 56,5      | 2014: 61,2 (≤4,85 т на ГПО) | 2011: 100 на ННО 2013: 77,1 (≤6,4 т на ГПО) 135 (>6,4 т на ГПО) 2014: 85 (<21,2 т на ГПО) | —                |
| Поточні ціни, $млн.                  | −                                | −                              | −                                                                       | —               | 62 (≤5,5 т на ГПО)          | 90 (≤8 т на ГПО)                                                                          | —                |
| Успішність запусків                  | 2/5                              | −                              | 5/5                                                                     | 14/15           | 54/55                       | 3/3                                                                                       | —                |